# Arthroleptis stenodactylus
Arthroleptis stenodactylus (tên tiếng Anh là Common Squeaker) là một loài ếch thuộc họ Arthroleptidae.
Loài này có ở Angola, Botswana, Cộng hòa Dân chủ Congo, Kenya, Malawi, Mozambique, Nam Phi, Tanzania, Zambia, Zimbabwe, và có thể cả Uganda.
Môi trường sống tự nhiên của chúng là rừng ẩm vùng đất thấp nhiệt đới hoặc cận nhiệt đới, vùng núi ẩm nhiệt đới hoặc cận nhiệt đới, xavan khô, xavan ẩm, vùng cây bụi khô khu vực nhiệt đới hoặc cận nhiệt đới, vùng cây bụi ẩm khu vực nhiệt đới hoặc cận nhiệt đới, các đồn điền, vườn nông thôn, các vùng đô thị, và rừng thoái hóa nghiêm trọng.